# Leandra nanayensis
Leandra nanayensis är en tvåhjärtbladig växtart som beskrevs av John Julius Wurdack. Leandra nanayensis ingår i släktet Leandra och familjen Melastomataceae.
Artens utbredningsområde är Peru. Inga underarter finns listade i Catalogue of Life.